# Watertoren (Tegelen Egypte)
Deze monumentale watertoren is ontworpen door architect E. Noorman uit Amersfoort en gebouwd in 1938-1939.
De toren heeft een hoogte van 32,1 meter en heeft een waterreservoir van 500 m³. De watertoren is gelegen aan Egypte 28 en is sinds 2005 niet meer in gebruik. De toren is sinds 2003 officieel een rijksmonument.
Aan de voet van de watertoren ontspringt de Wijlderbeek.